# Salonsocialist
Salonsocialist, neo-gauchisme (nieuw-links), gauche caviar (kaviaar-links) en bourgeois-bohémien (burgerlijk non-conformist) zijn licht pejoratieve termen die gebruikt worden om iemand te omschrijven die pretendeert socialist te zijn, maar zich in werkelijkheid een kapitalistische levensstijl aanmeet. De termen suggereren een persoon met een weinig consistente politieke en/of maatschappelijke visie.
Dit verwijt betreft meestal Westerse linkse intellectuelen. Zij zouden bijvoorbeeld gedurende de 20e eeuw vanuit het comfortabele Westen de tekortkomingen van het communisme in het Oostblok gebagatelliseerd hebben, terwijl zij de vermeende verworvenheden prezen en in sommige gevallen zelfs gepleegde misdaden goedpraatten.

## In Nederland
- PvdA-politicus Marcel van Dam werd meermalen omschreven als salonsocialist nadat zijn villa en landgoed in Hulshorst in de verkoop ging en hij voor 1,1 miljoen euro een kasteel in het Gelderse Oosterwolde kocht.[2][3][4][5]
- Paul Rosenmöller verdiende in 2007, hoewel voorstander van de bestrijding van de "graaicultuur" en de regel dat niemand meer geld dient te verdienen dan de premier, zelf aanzienlijk meer dan de Balkenendenorm.[6]

## Internationaal
- Australië en Nieuw-Zeeland: latte left en Chardonnay socialism.
- Finland: samppanjasosialismi (champagnesocialisme), salonkikommunisti (saloncommunist).
- Zweden: rödvinsvänster (rodewijngauchisme).
- Frankrijk: gauche caviar en bourgeois bohémien.
- Ierland: smoked salmon socialist (gerooktezalmsocialist).
- Verenigde Staten: champagne socialism, latte liberalism en limousine liberalism.
- Duitsland en Oostenrijk: Toskana-Fraktion (naar de vakantiebestemming Toscane).